# Stadion Miejski (Ząbki)
Het Stadion Miejski (Pools: Stadion Miejski w Ząbkach) is een multifunctioneel stadion in Ząbki, een stad in Polen. Het wordt sinds 2008 Dozbud Arena genoemd vanwege de sponsor.
Het stadion was al eerder geopend, maar werd na een grondige renovatie tussen 2010 en 2012 weer heropend in 2012. Er werd in die periode onder andere een nieuwe hoofdtribune geplaatst. De kosten van deze renovatie waren 17 mln. Poolse złoty. In het stadion ligt een grasveld van 104 bij 64 meter.
Het stadion wordt vooral gebruikt voor voetbalwedstrijden, de voetbalclub Ząbkovia Ząbki maakt gebruik van dit stadion. In het stadion is plaats voor 2.000 toeschouwers.

## Afbeeldingen

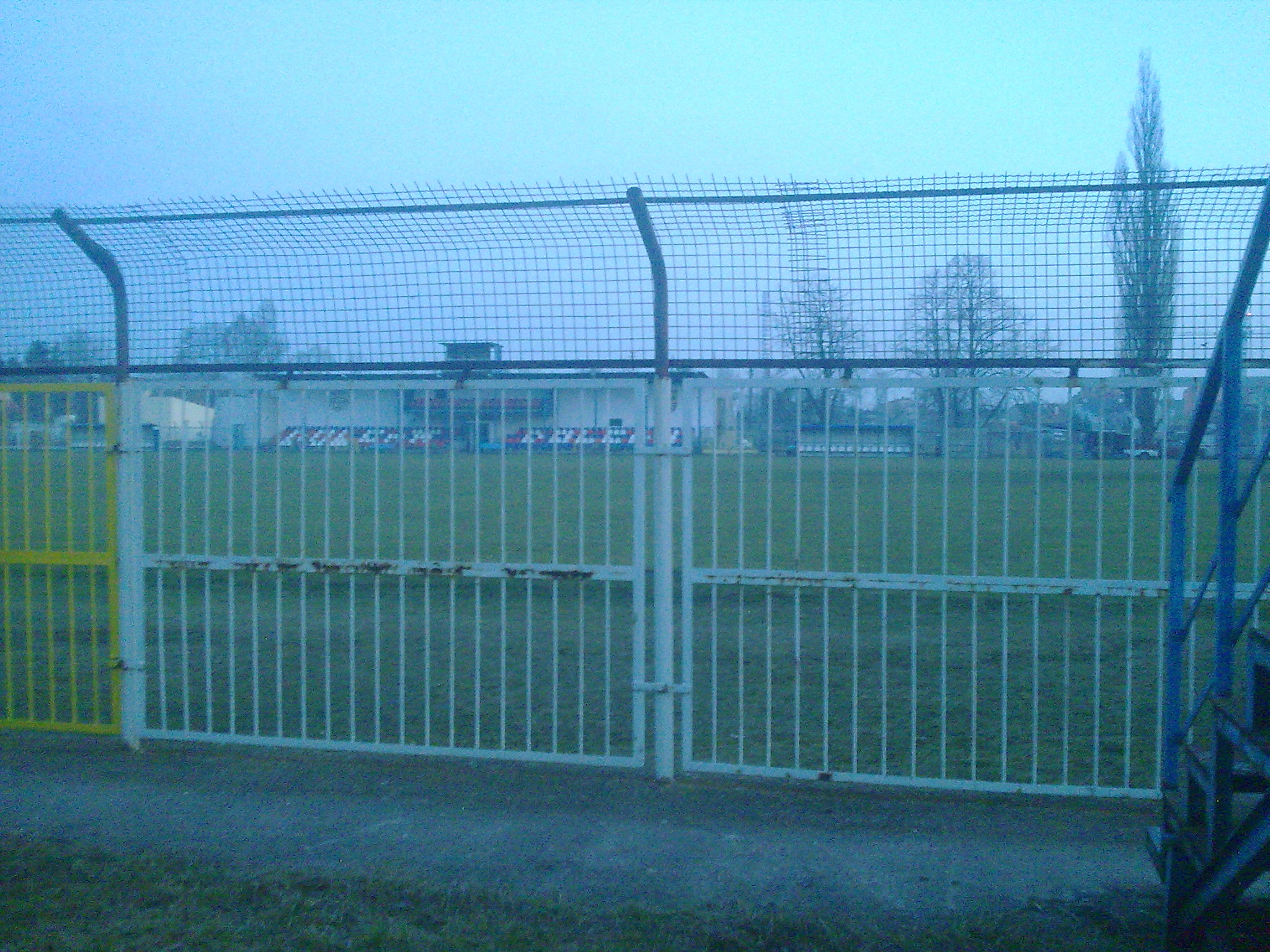
Foto voor de verbouwing (maart 2009).
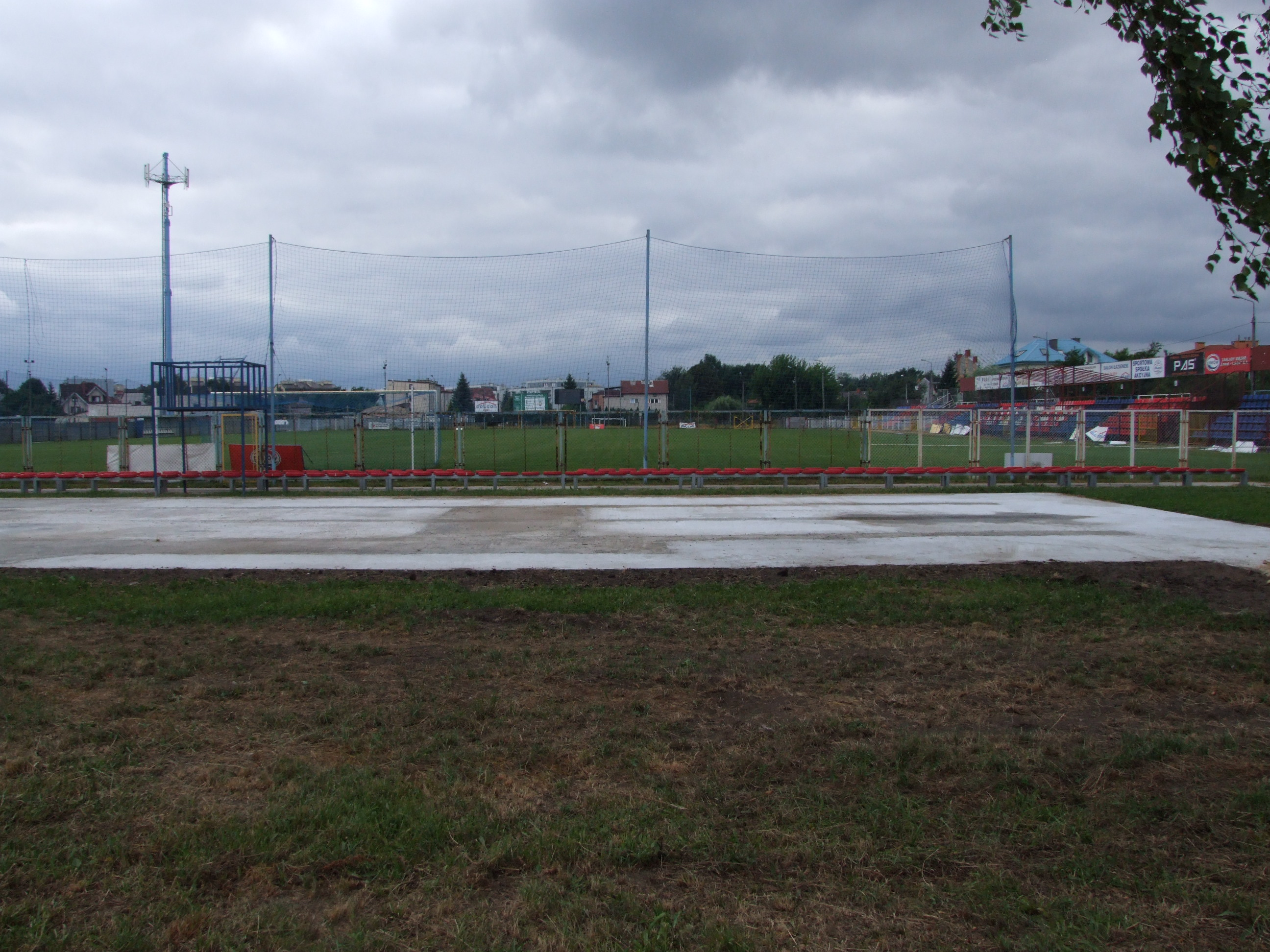
Stadion voor of tijdens de verbouwing (juli 2010).